# Emmy Cero-Friedl

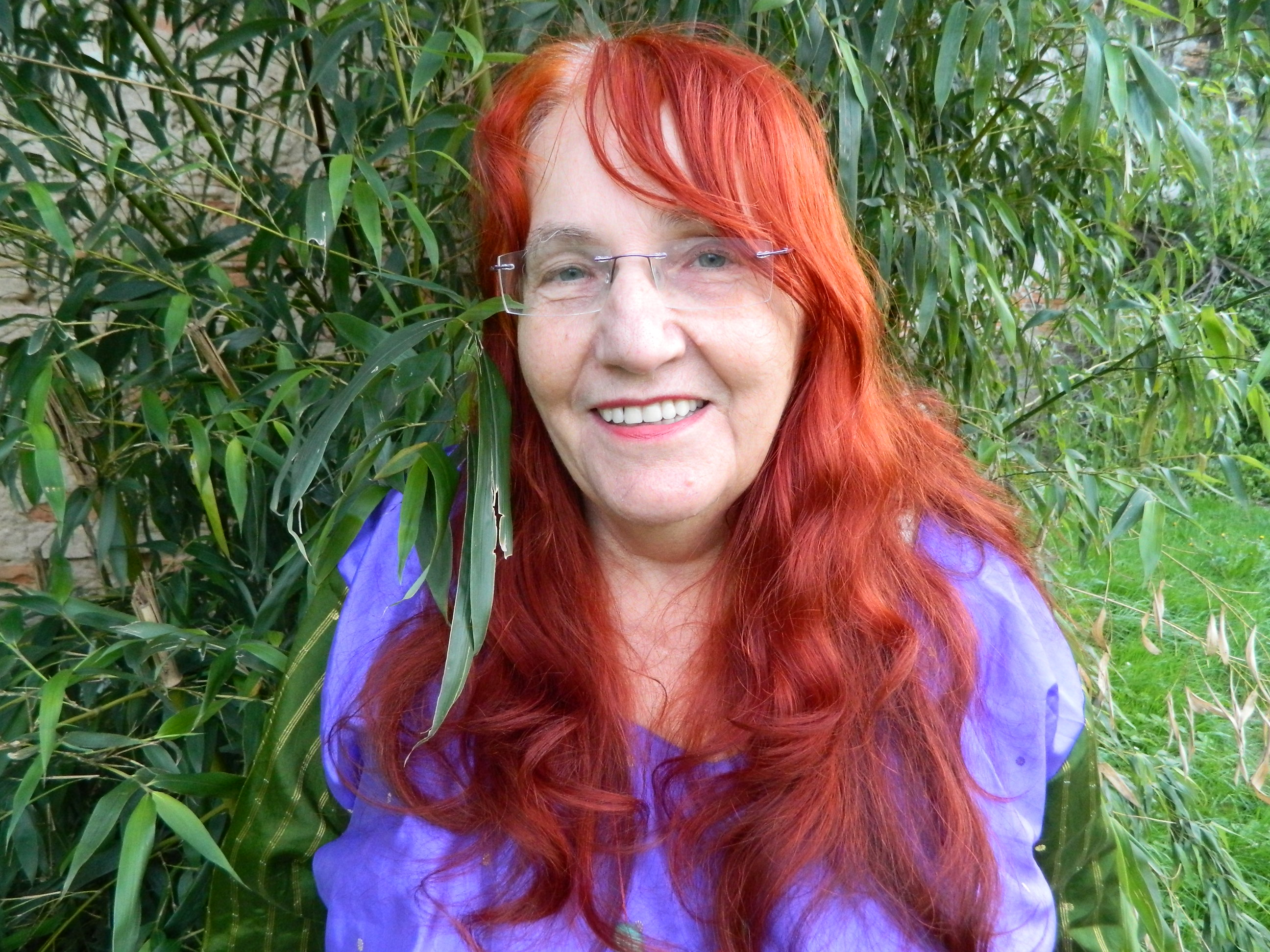
Emmy Cero-Friedl, 2016

Emmy Cero-Friedl (* 15. März 1946 in Klagenfurt, Kärnten) ist eine österreichische Malerin. Sie wird dem Phantastischen Realismus zugeordnet.

## Leben
Emmy Cero-Friedl übersiedelte mit 13 Jahren nach Wien, studierte dort von 1965 bis 1968 an der Akademie der bildenden Künste und von 1970 bis 1973 an der Kunstakademie Düsseldorf bei Joseph Beuys und Kurt Arnscheidt.
Ihre auf Holz gemalten Werke erinnern an Traumwelten und Märchen, wobei die Maserung des Holzes oft Teil der Szenerie ist.
Vom 2. bis 16. Juni 2012 war im zweiten Stock des Palais Palffy im Phantastenmuseum eine Ausstellung aus Cero-Friedls vierzigjährigem Schaffen zu sehen.
Im PSZ Graz wurde vom 22. Nov. 2018 bis 30. April 2019 die Ausstellung Von/für verletzte Seelen gezeigt.
Cero-Friedl lebt in der Wien.
Ihre Ausstellung war vom 4. Mai bis 8. Mai 2021 im Galerieshop WienARTig in der Josefstadt zu besuchen.
Ab dem 8. April 2024 ist die Ausstellung Phantastische Welten mit Werken von Cero-Friedl in Wien zu sehen.

## Werke (Auswahl)

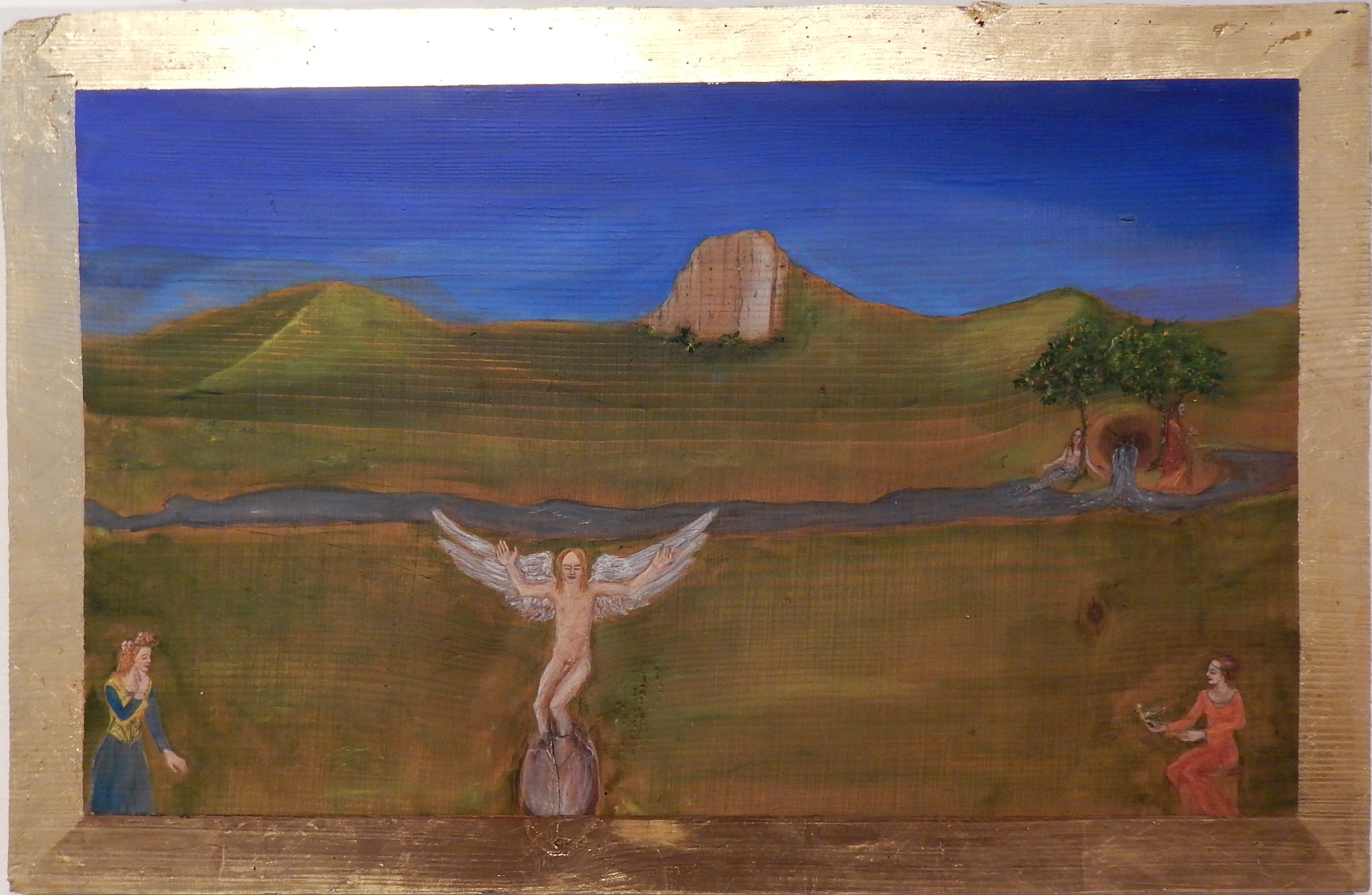
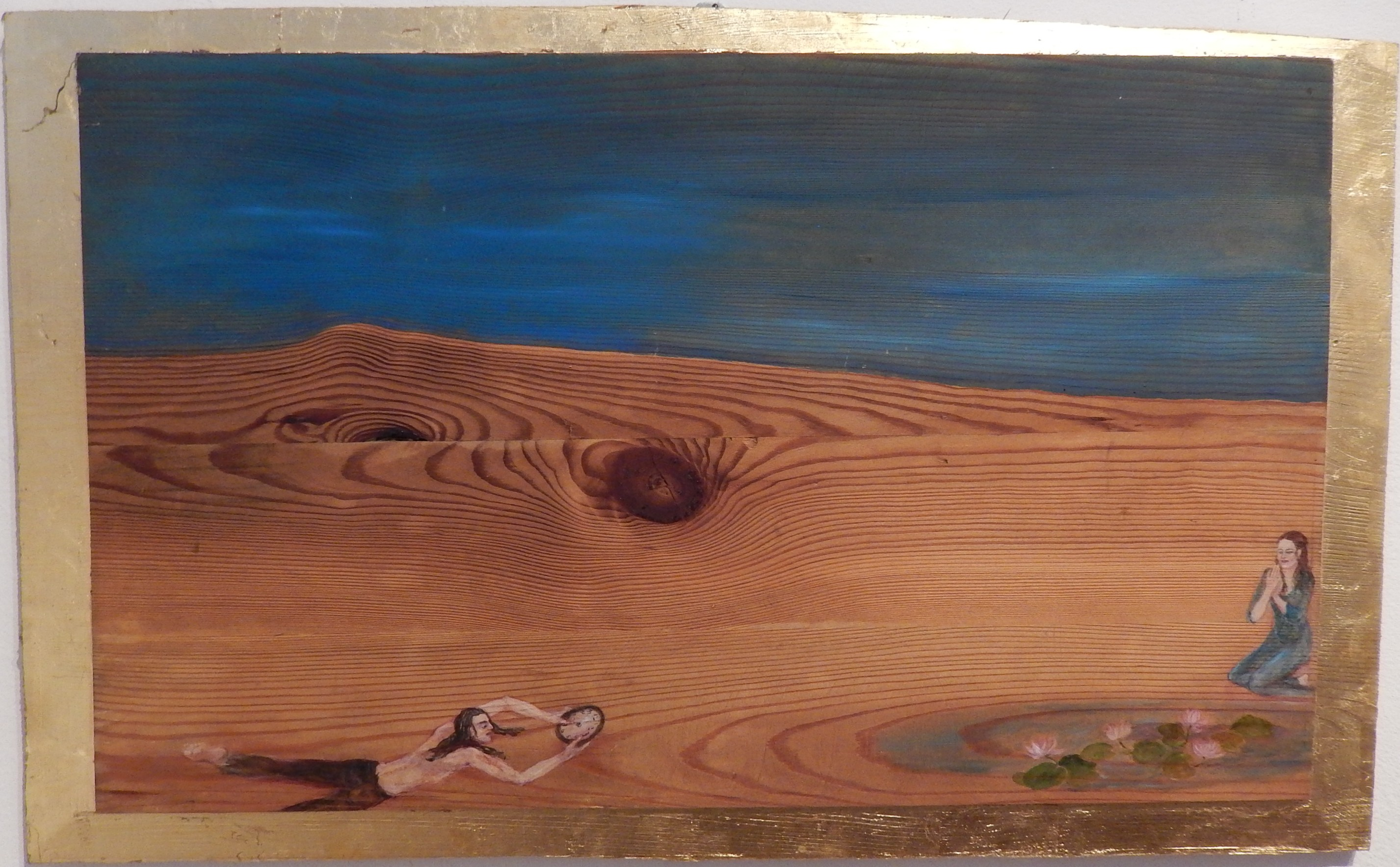
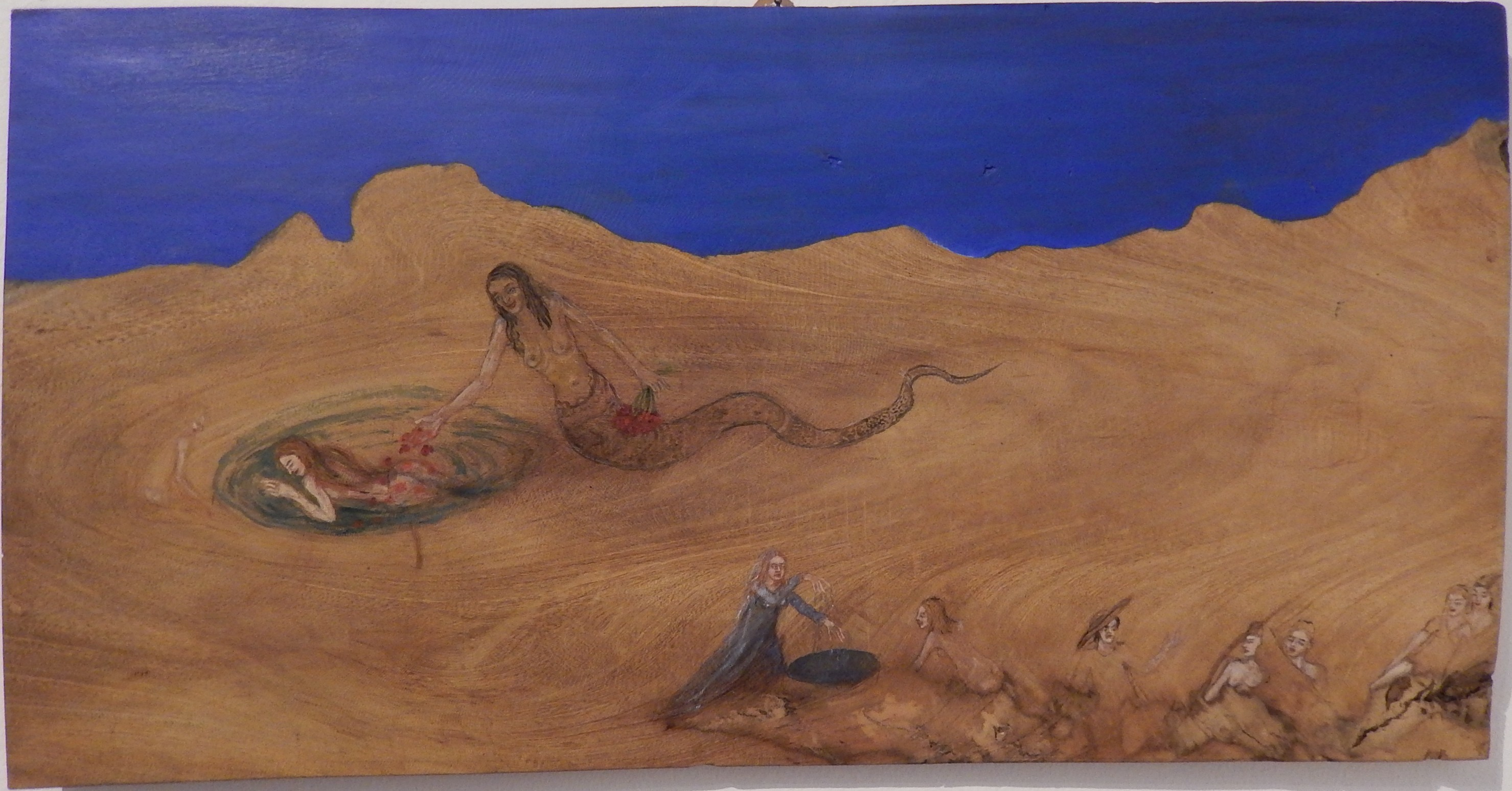
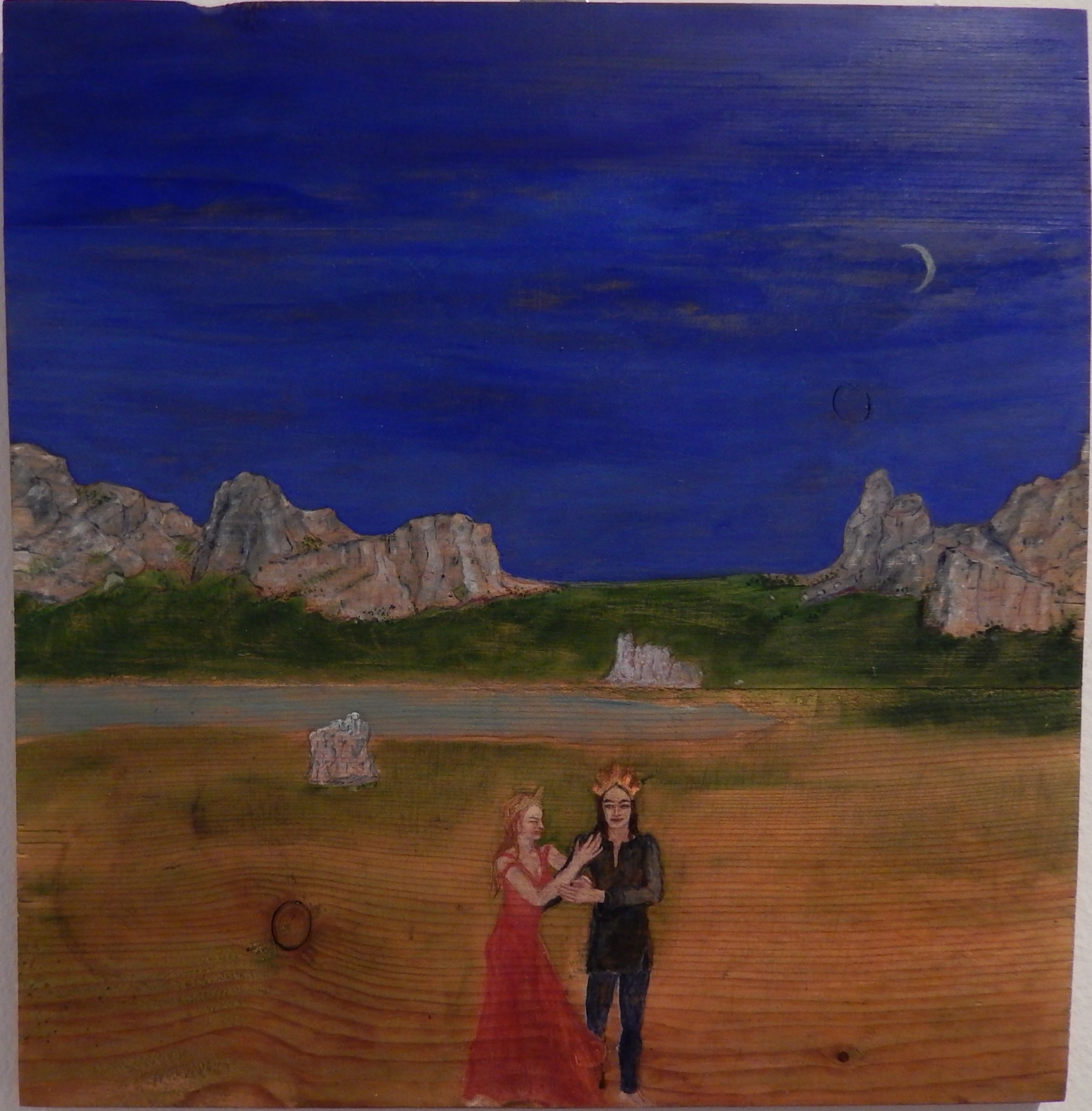
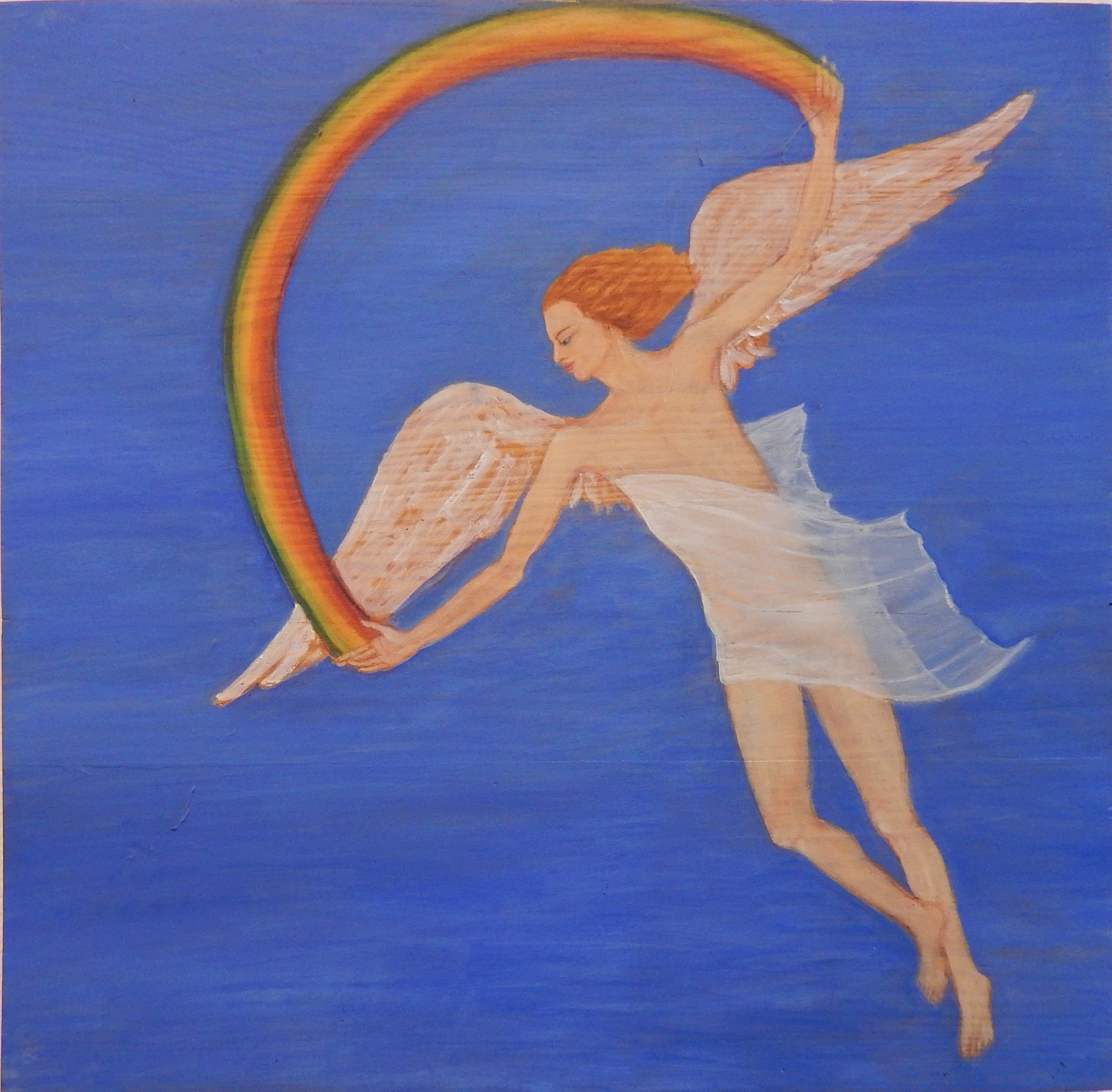
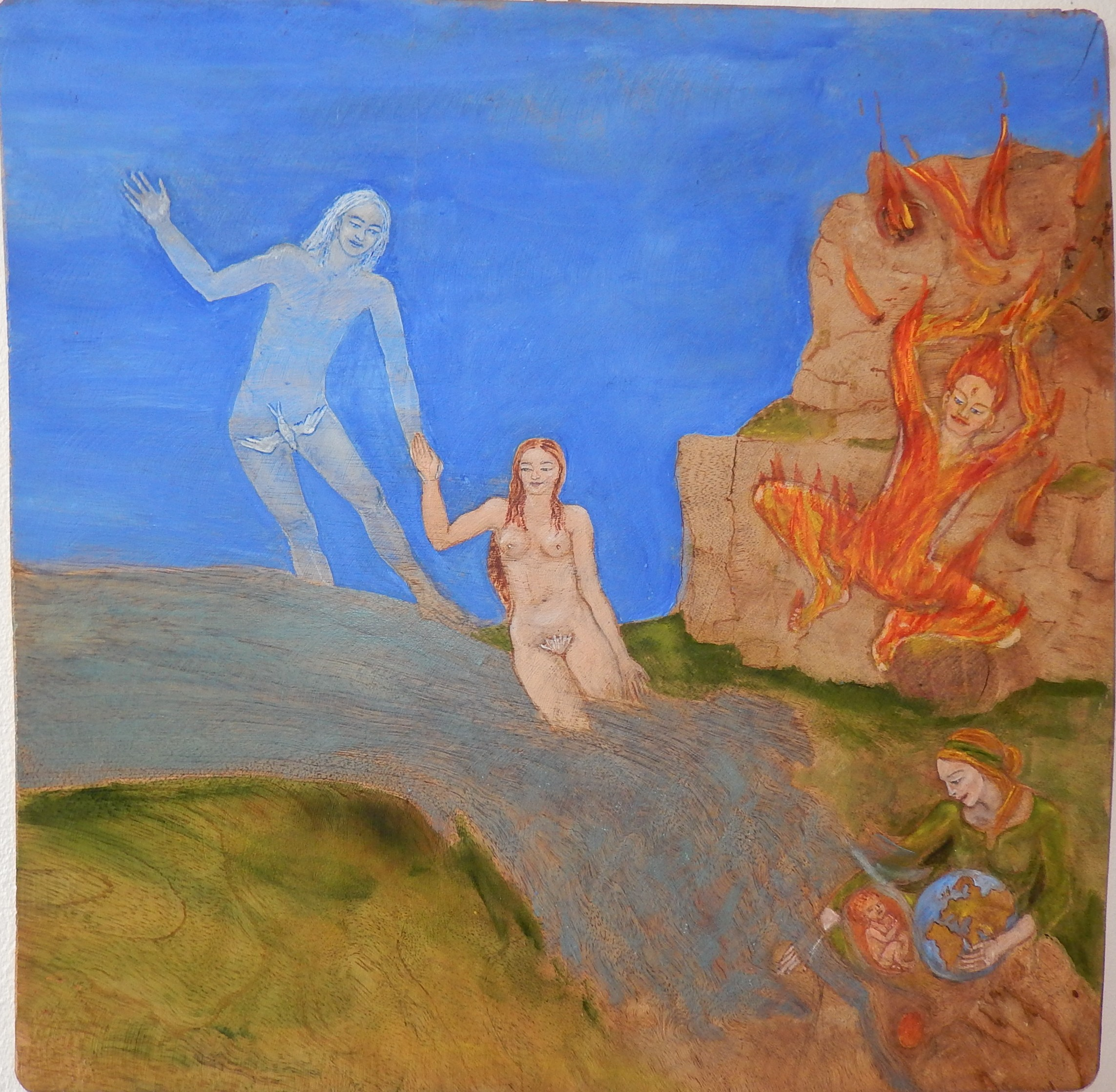
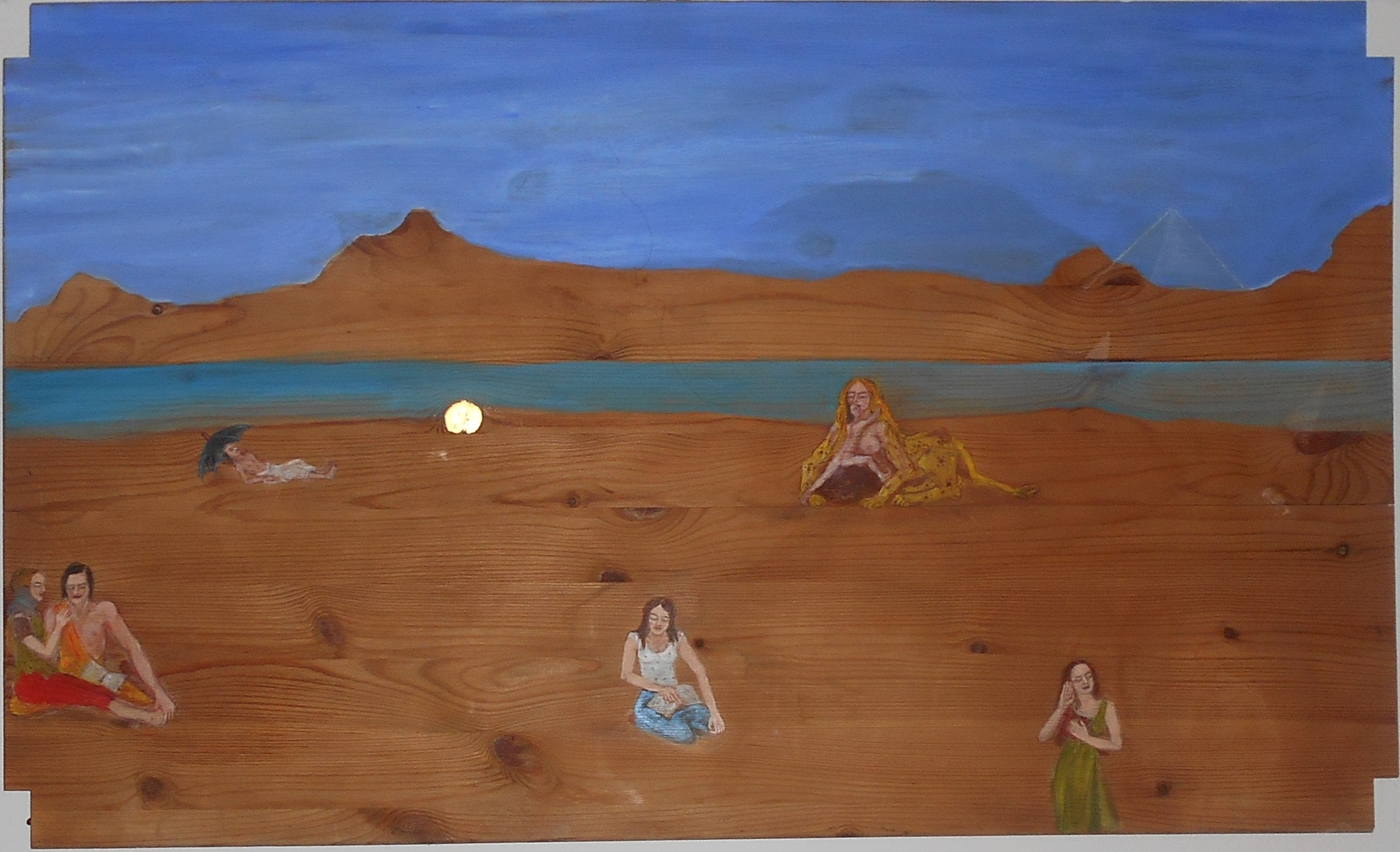
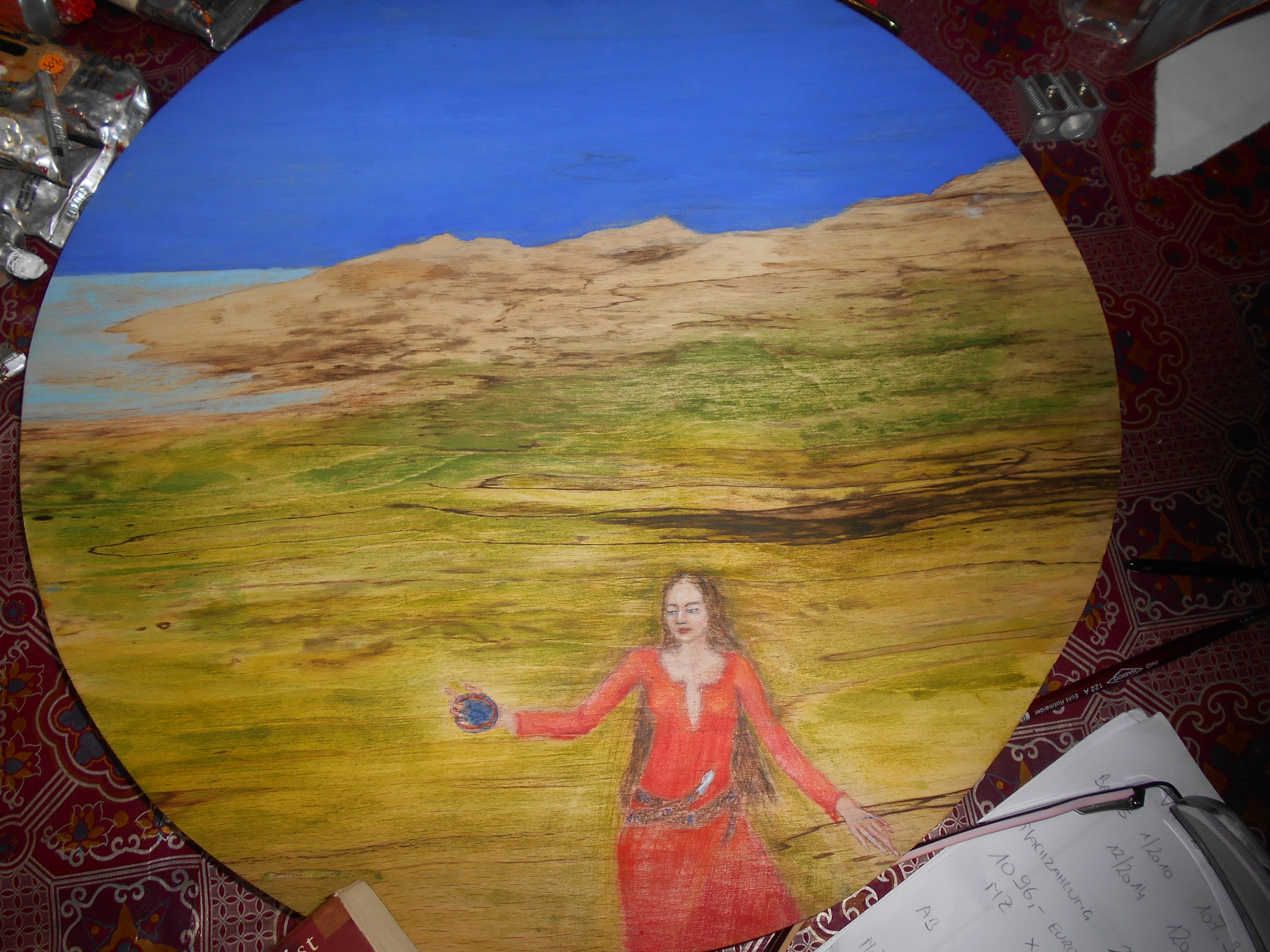
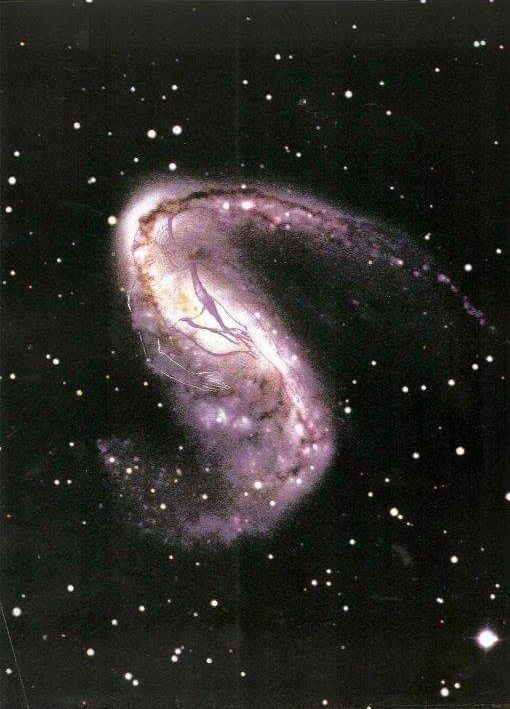
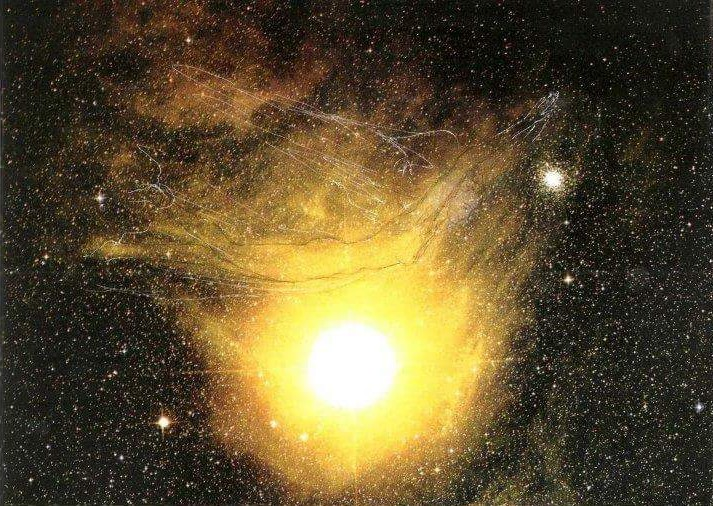